# La Philo selon Philippe
La Philo selon Philippe est une série télévisée française en 98 épisodes de 20/30 minutes, créée par Jean-François Porry et diffusée du 4 septembre 1995 au 1er mars 1996 sur TF1. Elle a été rediffusée en 2007 sur France 4 et en avril 2010 sur AB1. La série est régulièrement rediffusée sur AB1 et IDF1.
La série est intégralement disponible sur la chaîne Youtube Génération Sitcoms depuis le 31 août 2018.

## Synopsis
Cette sitcom suit les élèves d'une classe de terminale littéraire. Leurs problèmes trouvent souvent une solution grâce aux conseils de leur professeur de philosophie. Sophie et Florence, deux élèves de terminale craquent complètement pour Philippe, leur nouveau professeur de philosophie. Elles et leurs amis vont avoir de nombreux problèmes que leur professeur de philosophie va aider à résoudre.

## Distribution principale
- Yannick Debain : Philippe Daubigney, professeur de philosophie (épisodes 1 à 81 et 87 à 98)
- Karine Lazard : Muriel, la fiancée de Philippe (épisodes 1, 7, 15, 16, 21, 25, 27 à 32, 36, 38 à 40, 42, 44, 46, 47, 50, 51, 56 à 59, 61, 63, 64, 67 à 69, 72, 73, 75, 76, 78 à 83, 85, 87 à 90, 94, 95, 97 et 98)
- Alain Delanis : Bernard Maillet, professeur d'histoire-géographie
- Cathy Andrieu : Valentine Dufresnoy, professeur de dessin
- Olivier Galfione : Gérard Caldero, professeur de mathématiques
- Alexandra Mancey : Sophie Girard (épisodes 1 à 19, 21 à 54, 56 à 96 et 98)
- Arnaud Riverain : Yves Bremont
- Aurore Bunel : Florence Carré
- Alexis Loret : Serge Fremicourt
- Aurélie Anger : Audrey Lavantin
- Paul-Régis Label : Michel Pichard
- Dolly Pousseo, alias [Dorothée Pousséo] : Bernadette Duchemin (épisodes 1, 2, 5 à 7, 11 à 15, 17 à 19, 24, 26, 29, 35, 43, 56, 59, 61, 62, 73, 78 à 80, 97 et 98)
- Jérémy Wulc : Fabien Roussel
- Benjamin Tribes : Arnaud Zykowsky
- Patrick Palmero : Robert Gautrat, le proviseur du lycée

## Distribution secondaire
- Carole Dechantre : Emilie Soustal (épisodes 27 à 29, 44 à 50 et 60)
- Diane Robert : Karine Bastian (épisodes 20 à 24)
- Michel Feller : Daniel Vernon
- Antoine Herbez : Guillaume Morlan
- Virginie Théron : Sylvie Danan
- Jean-Philippe Azéma : Jean-Michel Bessière
- Astrid Veillon : Vanessa
- Caroline Berg : Laure Dubreuil
- Raphaëlle Grantey : Nicole
- Alexandre Thibaud : Xavier
- Virginie Caren : Sidonie
- Emmanuel Courcol : Monsieur Pichard
- Catherine Eckerle : Madame Pichard
- Frédéric Chamla : Eric
- Sandra Gas : Capucine
- Alexandre Fenot : Yann
- Grégory Sauvion : Jean-Pierre
- Bruno Burtin : Bertrand
- Jean-Michel Dagory : Léon

## Épisodes
1. Premier cours
2. Premier problème
3. Feu d'artifice
4. Préservatifs
5. Racket
6. Le journal intime
7. Colère
8. Graffitis
9. Jalousie
10. Le jumeau
11. Élections
12. La campagne électorale
13. Le délégué
14. La nouvelle
15. Une amie
16. La télé surveillance
17. Abus de pouvoir
18. Vengeances
19. L'imprimante
20. Renvoi immédiat
21. Cours particuliers
22. Le repaire
23. Alerte
24. L'indiscrétion
25. La paille et la poutre
26. L'exposé
27. La pente dangereuse
28. Rattrapage
29. Jusqu'au cou
30. Un dimanche comme les autres
31. Rivalité
32. L'anniversaire
33. Chagrin
34. La morale selon Maurice
35. Sournoisement
36. Clairement
37. L'expo
38. Agression
39. Double correction
40. Le corbeau
41. Faute grave
42. Le danger
43. L'autorisation
44. La régente
45. Perversion
46. Perversité
47. Perverse
48. Pervertie
49. Perdu...!
50. Retrouvé...!
51. Lassitude
52. Falsification
53. Reportage surprise
54. Le remplaçant
55. Une nouvelle amitié
56. Zizanie
57. Coup de folie
58. Révélation
59. Méli mélo
60. En douce…
61. Amertume
62. Réparation
63. Le passager clandestin
64. Lettres d'amour
65. Deux cœurs en or
66. Les murs ont des oreilles
67. La proposition
68. Le piège
69. La ruse
70. Le spectacle
71. Coup de théâtre
72. Sang froid
73. Le sauveur
74. Petite sœur
75. Une tendre amie
76. Dernier désespoir
77. Discours
78. Drames
79. Revanche
80. La copine
81. L'accident
82. L'intérim
83. La colle
84. Attirance
85. Démasqué
86. Indiscrétion
87. L'énigme
88. Drôle de convalescence
89. Le retour
90. Révocation
91. Le photographe – 1re partie
92. Le photographe – 2e partie
93. Le secret
94. Malaises
95. Rechute
96. La fuite
97. Le scandale
98. Le dernier jour

## Commentaires
- Le personnage principal de La Philo selon Philippe réapparaît beaucoup plus tard dans Les Mystères de l'amour, autre série créée par Jean-François Porry. Dans cette série, Philippe travaille désormais dans l'humanitaire et est amoureux d'Hélène Girard (interprétée par Hélène Rollès), qui fut auparavant l'héroïne d'Hélène et les Garçons. Il est toutefois difficile de considérer Les Mystères de l'amour comme une suite de La Philo selon Philippe, car le personnage de Philippe a désormais un rôle plus secondaire. Cette même série voit aussi le retour de Carole Dechantre, qui incarnait Émilie dans La Philo selon Philippe.

- Lors de son arrivée sur TF1, La Philo selon Philippe a été programmée à 17h50, entre Hélène et les Garçons et Alerte à Malibu. Côté concurrence, la sitcom était confrontée au Prince de Bel-Air (France 2) et Les Deux font la loi (France 3)[1].